# Stanisław Cholewiński

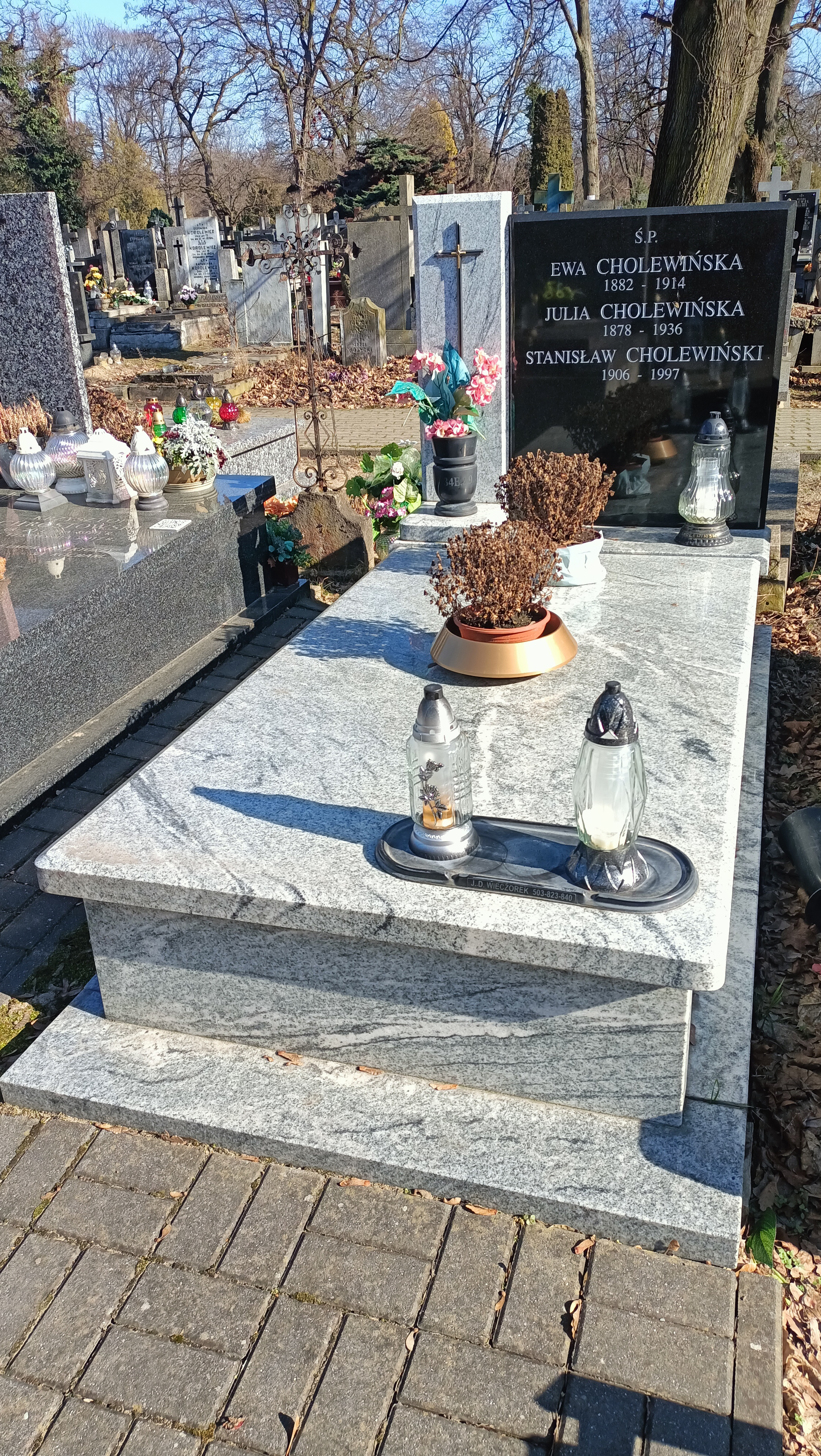
Grób Stanisława Cholewińskiego na Cmentarzu Bródnowskim w Warszawie

Stanisław Cholewiński (ur. 16 października 1906, zm. 24 października 1997) – polski „Sprawiedliwy wśród Narodów Świata”.

## Życiorys
W trakcie II wojny światowej mieszkał w Warszawie. W kwietniu 1943 r. u drzwi swojego mieszkania napotkał piętnastoletniego żydowskiego chłopca, zbiega z getta warszawskiego, w którym wybuchło powstanie przeciwko Niemcom. Chłopak o nazwisku Aleksander Wagron poprosił go o pomoc. Cholewiński nie wahał się ani chwili i wysłał go do swojego teścia, który mieszkał wraz z dziećmi w Anielinku. Dwa miesiące później policjanci niemieccy wtargnęli do mieszkania gdzie ukrywał się Wagron lecz go nie znaleźli. Zagrożenie wykryciem było jednak zbyt wielkie, toteż Cholewiński chciał wziąć go z powrotem do siebie tym bardziej, że ukrywał już jego siostrę, Irenę. Niemcy przeszkodzili w realizacji tych planów, dokonując kontroli w mieszkaniu Stanisława. Nie znaleźli Żydów, jednak jasnym stało się, że nie może on przygarnąć Wagrona z powrotem.
1 lipca 1992 r. Instytut Jad Waszem uhonorował Stanisława Cholewińskiego medalem „Sprawiedliwy wśród Narodów Świata”.
Pochowany na cmentarzu Bródnowskim w Warszawie (kwatera 34E-2-9).